# Euphyia obscurata
Euphyia obscurata là một loài bướm đêm trong họ Geometridae.